# Presidente de la Confederación Suiza
El presidente de la Confederación Suiza, (en alemán: Bundespräsident(in); en francés: Président(e) de la Confédération; en italiano: Presidente della Confederazione; en romanche: President(a) da la Confederaziun; en latín, Praeses Confoederationis Helveticae) es el miembro que preside el consejo de siete miembros de la Confederación Suiza. Electo por la Asamblea Federal por un año, el presidente de la Confederación preside las reuniones del Consejo Federal y asume tareas especiales de representación. Por su calidad de Primus inter pares, el presidente no tiene más poderes que los otros seis consejeros y continúa dirigiendo su departamento. Tradicionalmente el deber gira entre los miembros en orden de antigüedad y el vicepresidente del año anterior se convierte en presidente.

## Competencias
El presidente suizo no es —como lo son, por ejemplo, los presidentes en Austria o Alemania— el jefe de Estado del país: en virtud de la Constitución federal suiza, el Consejo Federal desempeña, de forma colegiada, la jefatura del Estado y del Gobierno. Cuando ocurre un voto empatado en el Consejo (que a veces sucede, porque los otros seis consejeros federales votan primero), el presidente (como presidente del consejo) emite el voto decisivo (o puede abstenerse).
Además del control de su propio departamento, el presidente lleva a cabo algunas de las tareas representativas que normalmente lleva a cabo un solo jefe de Estado en otras democracias. Por ejemplo, desde que se unieron a las Naciones Unidas, los presidentes suizos han hablado ocasionalmente en las sesiones inaugurales de la Asamblea General junto con otros jefes de Estado y Gobierno visitantes. Sin embargo, debido a que los suizos no tienen un solo jefe de Estado, el país no realiza visitas de Estado. Cuando viaja al extranjero, el presidente lo hace solo en su calidad de jefe de su departamento. Los jefes de Estado que visitan son recibidos por los siete miembros del Consejo Federal juntos, en lugar de por el presidente de la Confederación. Los tratados se firman en nombre del Consejo completo, y todos los miembros del Consejo Federal firman cartas de crédito y otros documentos del mismo tipo.

## Elección
El presidente es electo por la Asamblea Federal del Consejo Federal por un período de un año.
En el siglo XIX, la elección como presidente federal fue un premio para los miembros del Consejo Federal especialmente estimados. Sin embargo, algunos miembros influyentes del gobierno fueron regularmente ignorados. Un ejemplo de ello fue Wilhelm Matthias Naeff, quien, aunque fue miembro del Consejo Federal durante 27 años, fue presidente federal solo una vez, en 1853.
Desde el siglo XX, las elecciones generalmente no se han disputado. Existe una regla no escrita de que el miembro del Consejo Federal que no ha sido presidente federal por más tiempo se convierte en presidente. Por lo tanto, cada miembro del Consejo Federal obtiene un turno al menos una vez cada siete años. La única pregunta en las elecciones que proporciona cierta tensión es la cuestión de cuántos votos recibe la persona que va a ser elegido presidente. Esto se ve como una prueba de popularidad. En los años setenta y ochenta, se vieron 200 votos (de 246 posibles) como un excelente resultado, pero en la era actual de crecientes conflictos político-partidistas, 180 votos son un resultado respetable.
Hasta 1920, era habitual que el presidente federal en funciones también dirigiera el Departamento de Asuntos Exteriores. Por lo tanto, cada año se producía un movimiento de puestos, cuando el presidente saliente regresaba a su antiguo departamento y el nuevo presidente asumía la cartera de Asuntos Exteriores. Del mismo modo, era tradicional que el presidente federal no saliera de Suiza durante su año en el cargo.